# Apotropina
Apotropina là một chi ruồi trong họ Chloropidae.